# Вацлав Серпінський
Ва́цлав Серпі́нський (пол. Wacław Sierpiński, 14 березня 1882, м. Варшава — 21 жовтня 1969, там же) — видатний польський математик, доктор філософії, професор.

## Біографія
Народився Вацлав Серпінський 14 березня 1882 року у Варшаві. Батько його був лікарем. Читати і писати хлопчик навчився ще до школи. У гімназії Вацлав виявив особливу зацікавленість та здібності до вивчення математичних дисциплін.
У 1900 році Серпінський успішно закінчив гімназію і вступив на фізико-математичний факультет Варшавського університету. На той час у Варшавському університеті бракувало викладачів-професорів. Царський уряд Росії уникав призначати професорів-поляків в цей університет, побоюючись їх політичної неблагонадійності, а професори-росіяни йшли туди неохоче. У 1896 році викладати математичні дисципліни у Варшавський університет був призначений молодий доктор математичних наук, український математик Георгій Феодосійович Вороний, який тільки-но закінчив Петербурзький університет. У цей час на фізико-математичному факультеті працювало лише два професори. Георгій Феодосійович добре розумів прагнення польського студентства до незалежності і свободи.
Молодий професор з усією завзятістю узявся налагоджувати нормальну роботу факультету — він читав лекції з кількох математичних дисциплін, писав для студентів підручники, видавав свої лекції та проводив семінарські заняття. Вороний звернув увагу на здібного й активного студента, що дуже цікавився математикою і працював в його семінарі. Це був Вацлав Серпінський. Професор уважно стежив за успіхами Серпінського і вже у 1904 році запропонував йому написати перший науковий твір з галузі теорії чисел. Студент Серпінський блискуче справився з цією темою і за написану працю був нагороджений Радою університету золотою медаллю.
Наступив буремний 1905 рік. По всій Росії почались революційні виступи. Ця хвиля захопила й Варшаву. Студенти, разом з революційно налаштованими робітниками та населенням Варшави, вийшли на демонстрацію. Царський уряд за допомогою поліції та війська жорстоко придушив усі виступи. Університет майже на два роки був закритий.
Студенту В. Серпінському, який брав активну участь у демонстраціях, довелося залишити Варшаву і переїхати до Кракова, який в той час знаходився на території Австро-Угорської імперії. Там він вступив до Ягеллонського університету, де через два роки Серпінський отримав науковий ступінь — звання доктора філософії.
Ще за два роки — 1908 року В. Серпінського призначили доцентом Львівського університету, в якому він зайняв посаду професора. Серпінський першим у Львові викладав теорію множин, теорію функцій дійсної змінної та аналітичну теорію чисел, разом з Юзефом Пузиною керував математичним семінаром. Студенти розмножували лекції Серпінського літографським способом, пізніше більшість з цих лекцій були надруковані.
У цей самий час у Львівському університеті навчався Мирон Зарицький, український математик, який під впливом Вацлава Серпінського визначив напрямок своєї подальшої наукової роботи.
Поряд з читанням лекцій Серпінський продовжував власні дослідження і у 1907 році видав перший великий науковий твір з теорії множин та її застосування до різних галузей математики (топології, теорії функцій дійсної змінної тощо). У 1911 році Краківська Академія Наук нагородила його премією за праці, опубліковані у 1909–1910 роках, а 1913 року Серпінський був відзначений за твір «Нариси теорії множин».
Наближався 1914 рік — рік початку першої світової війни. Царський уряд вживав заходів до «очищення» свого тилу від «підозрілих» елементів близьких до майбутнього фронту областей. Професор Серпінський був висланий у Вятку, а пізніше мешкав у Москві. Відірваний від рідної землі і улюбленої праці, В. Серпінський важко переживав цю незаслужену кару. Проте в цей час відбувається його зближення з деякими російськими математиками, зокрема з професором Миколою Лузіним.
Повернутися до Польщі В. Серпінський зміг лише після жовтневого перевороту 1917 року в Росії, а саме у 1918 році він прибув до Варшави, де почав викладати математичні дисципліни у Варшавському університеті. Професор Серпінський розгорнув велику організаторську роботу, з метою нормалізації й налагодження роботи усіх відділів університету. Насамперед він дбав про поповнення професорського складу свого факультету. Серед його студентів було багато обдарованих людей, і деякі з них пізніше стали відомими математиками (Куратовський, Заранкевич, Попруженко та багато інших).
Під час другої світової війни багато польських вчених загинули. Одних замордували нацисти у концентраційних таборах, інших знищили у газових камерах. Університетські приміщення були зруйновані, бібліотеки спалені.
Серпінському пощастило врятуватися, переховуючись на підпільних квартирах. Він і там знаходив час та працював із своїми студентами.
Після звільнення Польщі з лютого 1945 року Серпінський почав працювати у Краківському університеті, а восени того ж року переїхав до Варшави і став викладати математичні дисципліни у Варшавському університеті. Викладацьку і наукову роботу Серпінського у 1949 році відзначив уряд ПНР, присудивши йому Державну премію.
У 1952 році Серпінського обрано віце-президентом Польської Академії Наук. У 1948 році за ініціативи та активної участі В. Серпінського було організовано Державний математичний інститут, який мав проводити дослідження у галузі теорії множин, топології, функціонального аналізу, теорії функцій дійсної змінної і геометрії чисел.
Серпінського заслужено вважають батьком польської школи математиків. Помер він 21 жовтня 1969 року та похований на найстарішому некрополі Варшави — Повонзківському цвинтарі. Усе своє довге життя Вацлав Серпінський віддав благородному служінню науці.

## Наукові інтереси
Коло математичних проблем, які розробляв В. Серпінський, дуже широке. Деякі результати його досліджень стали класичними і ввійшли до підручників. Так, у топології з його ім'ям зв'язано поняття криволінійних трикутників Серпінського.
В математиці широко відома крива на площині, так званий «килим Серпінського».
Майже всі проблеми, над якими працював В. Серпінський, успадковані ним від його учителя, геніального українського математика професора Г. Ф. Вороного. Науковій розробці цих тем він присвятив майже 700 праць. Крім того, Серпінський написав 30 університетських підручників і багато популярних монографій і статей.
Деякі з них перекладені на російську мову: «Піфагорові трикутники» (1959 p.), «100 простих, але водночас і важких питань арифметики» (1961 p.), «Про розв'язування рівнянь у цілих числах» (1961 р.) та ін. Велику увагу приділяв В. Серпінський і виданню періодичної математичної преси.

## Наукове визнання та нагороди
Член Польської Академії наук (з 1952) і її віце-президент (до 1957).
Удостоєний почесних ступенів університетів Львова (1929), Святого Марка в Лімі (1930), Амстердама (1931), Софії (1939), Праги (1947), Вроцлава (1947), Лакхнау (1949), Московського університету (1967).
Член Географічного товариства Ліми (1931), Королівського наукового товариства Льєжа (1934), Болгарської академії наук (1936), Національної академії Ліми (1939), Королівського товариства наук в Неаполі (1939), Академії деї Лінчеї в Римі (1947), Німецької академії наук (1950), Американської академії мистецтв і наук (1959), Паризької академії (1960), Королівської голландської академії (1961), Міжнародної академії філософії науки в Брюсселі (1961), Лондонського математичного товариства (1964), Румунської академії (1965) і папської академії наук (1967).
Його ім'ям названо кратер на Місяці. У 1951 р випущена іменна медаль з барельєфом Серпінського на честь 20-річчя виконання ним обов'язків представника Польського математичного товариства.

## Наукові роботи
- Серпинский В. Ф. 250 задач по элементарной теории чисел / Перевод с польского И. Г. Мельникова. — Москва: Просвещение, 1968. — Серия «Математическое просвещение».
- Серпинский В. Ф. О решении уравнений в целых числах(пол. O rozwiazywaniu rownan w liczbach calkowitych, 1956) / Перевод с польского И. Г. Мельникова. — Москва: Государственное издательство физико-математической литературы, 1961.
- Серпинский В. Ф. О теории множеств (пол. O teorii mnogosci) / Перевод в польского З. З. Рачинского. — Москва: Издательство «Просвещение», 1966. — Серия «Математическое просвещение»).
- Серпинский В. Ф. Пифагоровы треугольники. Пособие для учителей / Перевод с польского. Под редакцией и с примечаниями С. И. Зетеля. — Москва-Ленинград: Государственное учебно-педагогическое издательство Министерства просвещения РСФСР, 1959.
- Серпинский В. Ф. Сто простых, но одновременно и трудных вопросов арифметики: На границе геометрии и арифметики. Пособие для учителей / Перевод с польского, предисловие и примечания В. А. Голубева.
- Серпинский В. Ф. Что мы знаем и чего не знаем о простых числах (пол. Co wiemy, a czego nie wiemy o liczbach pierwszych) / Перевод с польского И. Г. Мельникова. — Москва-Ленинград: Государственное издательство физико-математической литературы, 1963.